# Playa de El Aculadero
El Aculadero es una playa de El Puerto de Santa María (provincia de Cádiz, Andalucía, España), la más pequeñas de las playas de esta localidad andaluza.
Entre la Playa de La Puntilla y Puerto Sherry, que ocupó parte de la playa. De arenas finas de color dorado. También llamada de "La colorá".
En esta playa se ha encontrado material prehistórico del Paleolítico Inferior Arcaico (Yacimiento del Aculadero) que puede ser visitado en el Museo Municipal.
- Longitud de la playa: 800 m
- Anchura media: 14 m
- Pendiente media: 8 %
- Tipo de Arena: Arena aportada – color dorada
- Dispositivos: Servicios Higiénico-Sanitarios, Duchas

- Datos: Q6078701
- Multimedia: Playa del Aculadero / Q6078701